# Bibio siculus
Bibio siculus är en tvåvingeart som beskrevs av Friedrich Hermann Loew 1846. Bibio siculus ingår i släktet Bibio och familjen hårmyggor. Inga underarter finns listade i Catalogue of Life.